# 君に御中
君に御中（きみにウォント・ユー）は、男性アイドルグループ・忍者による5枚目のシングル。1992年3月27日発売。

## 概要
初回特典は応募券ハガキであり、当選者には歌詞の「日本」の部分を当選者の名前にしてメンバーが歌った君に御中のカセットテープがプレゼントされた。

## 収録曲
1. 君に御中
  - 作詞：尾関昌也、作曲：鈴木キサブロー、編曲：新川博
2. YAMATOネシアから愛を込めて
  - 作詞：工藤哲雄、作曲：都志見隆、編曲：船山基紀